# Князевка (Нижнеломовский район)
Князевка — упразднённая деревня в Нижнеломовском районе Пензенской области России. На момент упразднения входила в состав Сорокинского сельсовета (ныне территория Кувак-Никольского сельсовета). Упразднена в 2009 году.

## География
Деревня располагалась в северо-западной части Пензенской области, в пределах Керенско-Чембарской возвышенности, в лесостепной зоне, на правом берегу реки Астрочки, на расстоянии примерно 1 километра (по прямой) к юго-востоку от деревни Танкаевка.

## История
Деревня Старая Пичёвка поселена во 2-й половине XVII века в Верхнеломовском уезде, в ареале расселения танкаевских татар. Видимо, ею владели служилые татары во главе со своим князем. После перевода татар на другое место службы принадлежала помещику. Перед отменой крепостного права деревня принадлежала Варваре Ивановне Городецкой.
В 1911 году деревня состояла из 1 крестьянской общины и 92 дворов. В ней имелись 2 ветряные мельницы, 2 лавки; при деревне состоял женский монастырь. В административном отношении входила в состав Кувак-Никольской волости Нижнеломовского уезда Пензенской губернии.
После 1917 года в составе Сорокинского сельсовета.
В 1930-е годы организован колхоз имени Тельмана; с 1950-х годов отделение колхоза «Большевик».

## Население
| 1746 | 1795 | 1864 | 1887 | 1911 | 1926 | 1930 |
| ---- | ---- | ---- | ---- | ---- | ---- | ---- |
| 180  | ↗214 | ↗345 | ↗527 | ↘518 | ↘457 | ↗497 |
| 1959 | 1979 | 1989 | 1996 | 2002 |      |      |
| ↘159 | ↘53  | ↘9   | ↘8   | ↘3   |      |      |

### Национальный состав
Согласно результатам переписи 2002 года, в национальной структуре населения русские составляли 100 %.